# Telecomunicações de Goiás
Telecomunicações de Goiás S/A (TELEGOIÁS) foi a empresa operadora de telefonia do sistema Telebras nos estados de Goiás e Tocantins antes do processo de privatização em julho de 1998.

## História
Criada em 1943 com o nome de COTELGO - Companhia de Telefones de Goiás, passou a fazer parte do sistema Telebras em 1973, tendo o seu nome alterado para TELEGOIÁS - Telecomunicações de Goiás. O nome fantasia e a razão social não mencionavam o Tocantins, pois na época em que a empresa foi criada este estado ainda não existia e era parte integrante de Goiás.
As operações na telefonia fixa foram absorvidas pela Brasil Telecom, atual Oi. A Telegoiás Celular foi vendida à TCO, que depois também foi revendida à Vivo em 2003.